# Барабаш, Виктор Владимирович
Ви́ктор Влади́мирович Бараба́ш (род. 8 ноября 1959, Свободный, Амурская область) — советский и российский филолог, доктор филологических наук, профессор РУДН, декан филологического факультета РУДН, заведующий кафедрой массовых коммуникаций филологического факультета РУДН, журналист и писатель.
Родился 8 ноября 1959 года в городе Свободный Амурской области.
В 1986 году окончил историко-филологический факультет УДН по специальности «Международная журналистика».
В 1989 году окончил аспирантуру по кафедре русской и зарубежной литературы.
С 1989 года — ассистент, старший преподаватель, доцент кафедры печати, радиовещания и телевидения УДН.
В 1991 году в МГУ защитил диссертацию на соискание ученой степени кандидата филологических наук на тему: «Советский „сельский“ очерк 70—80-х годов : типология, конфликты, характеры».
С 2003 года — заведующий кафедрой массовых коммуникаций филологического факультета РУДН.
В 2006 году в РУДН защитил диссертацию на соискание ученой степени доктора филологических наук на тему: «Тема культуры в эфире государственного радио постсоветской России».
Директор Института геополитических коммуникаций. Заместитель директора Международной академии телевидения и информационного бизнеса. Член Союза журналистов города Москвы, член Международной конфедерации журналистов. Приглашенный профессор Хэнаньского университета (КНР) и Лоянского педагогического университета (КНР). Является председателем оргкомитетов ряда регулярных всероссийских и международных конференций, членом редакционных коллегий рецензируемых научных журналов.
Область научных интересов: системное изучение массовых информационных процессов, особенно тенденций развития современных электронных СМК.

## Награды
- Грамота Министерства образования РФ
- Медаль «В память 850-летия Москвы»
- Почетный работник высшей школы
- Почетный профессор Хэнаньского университета (КНР).

## Научные труды
- Радио как институт культуры: теория, история, практика / В. В. Барабаш. — Москва : Права человека, 2007. — 324 с. : диагр.; 22 см; ISBN 978-5-7712-0377-5
- Образы исторической и современной России: проблемы конструирования и восприятия в мире [Электронный ресурс] / Барабаш В. В., Бордюгов Г. А., Котеленец Е. А. — Москва : Российский ун-т дружбы народов, 2008. — электрон. опт. диск (CD-ROM) : цв., портр.; 12 см. — (Приоритетные национальные проекты «Образование») (Инновационная образовательная программа / Российский ун-т дружбы народов).
- Образы России в мире. Курс лекций / Барабаш В. В., Бордюгов Г. А., Котеленец Е. А. — М.: Эльф ИПР, 2010. 296 с.; ISBN 978-5-91022-130-1
- Теория и практика PR : учебно-методический комплекс / В. В. Барабаш, Е. М. Апасова. — Москва : Российский ун-т дружбы народов, 2013. — 111 с.; 20 см; ISBN 978-5-209-05026-1
- Менеджмент в СМИ : учебно-методический комплекс / И. И. Волкова, А. В. Громова, В. В. Барабаш. — Москва : Российский ун-т дружбы народов, 2014. — 171 с. : ил., табл.; 21 см; ISBN 978-5-209-15981-3
- Государственная пропаганда и информационные войны : учебное пособие для студентов, обучающихся по направлению «Реклама и связи с общественностью» / В. В. Барабаш, Г. А. Бордюгов, Е. А. Котеленец ; Ассоц. исследователей российского о-ва (АИРО-XXI), Каф. массовых коммуникаций Российского ун-та дружбы народов (РУДН). — Москва : АИРО-XXI, 2015. — 398, [1] с. : цв. ил.; 23 см; ISBN 978-5-91022-286-5
- Языковое послевкусие интернет-эпохи в России: эффект бумеранга (актуальные процессы в русскоязычной цифровой медиакоммуникации) : монография / Трофимова Г. Н., Барабаш В. В. — Москва: РУДН, 2020. — 270 с.
- Системность массовых коммуникаций: образы «свой — чужой» в инфодемии : монография / Музыкант В. Л., Барабаш В. В., Бордюгов В. А. [и др.]; под общей редакцией В. Л. Музыканта, В. В. Барабаша. — Москва : DirectMEDIA ; Берлин : [б. и.], 2021. — 365, [1] с. : ил., цв. ил., портр., факс., табл.; 24 см; ISBN 978-5-4499-1694-5 : 500 экз.
- Этико-речевые нормы современного русского языка : монография / Л. А. Брусенская, В. В. Барабаш, Э. Г. Куликова. — Москва : ФЛИНТА, 2022. — 164 с. ISBN 978-5-9765-4902-9
- Этико-речевые нормы современного русского языка : монография / Л. А. Брусенская, В. В. Барабаш, Э. Г. Куликова. — 2-е изд., стер. — Москва : ФЛИНТА, 2023. — 162, [1] с.; 21 см; ISBN 978-5-9765-4902-9
- Динамика нормативности и экологическое мышление (на материале русского языка XXI века) : монография / Барабаш В. В., Брусенская Л. А., Куликова Э. Г. — Москва : Флинта, 2023. — 220 с. ISBN 5976552757
- Общая риторика : учебник / В. В. Барабаш, Э. Г. Куликова ; Министерство науки и высшего образования Российской Федерации, Ростовский государственный экономический университет (РИНХ). — Ростов-на-Дону : РИНХ, 2023. — 375 с.; 21 см; ISBN 978-5-7972-3106-6 : 500 экз.
- Гибридные и информационные войны : учебное пособие : для использования в учебном процессе, соответствующем примерным основным образовательным программам бакалавриата и магистратуры по направлениям подготовки «Журналистика», «Телевидение», «Медиакоммуникации», «Реклама и связи с общественностью», «Издательское дело» / В. В. Барабаш, Г. А. Бордюгов, Е. А. Котеленец, М. Ю. Лаврентьева ; Кафедра массовых коммуникаций, Российский университет дружбы народом имени П. Лумумбы, Ассоциация исследователей российского общества (АИРО-XXI). — Москва : Пробел-2000, 2024. — 311 с. : ил., цв. ил.; 23 см; ISBN 978-5-98604-922-9 : 1000 экз.

- Личность в межкультурном пространстве : материалы V Международной научно-практической конференции, посвященной 50-летию РУДН, Москва, 18-19 ноября 2010 г. / Российский ун-т дружбы народов, Филологический фак., Каф. массовых коммуникаций; [под общ. ред. В. В. Барабаша]. — Москва : Российский ун-т дружбы народов, 2010-. — 21 см.
- Системы, методы, техника и технологии обработки медиаконтента : материалы Научно-практической конференции, 18 сентября 2012 г. / Федеральное гос. бюджетное образовательное учреждение высш. проф. образования Российский ун-т дружбы народов, Филологический фак., Каф. массовых коммуникаций; [под ред. В. В. Барабаша]. — Москва : Российский ун-т дружбы народов, 2012. — 160 с.; 21 см; ISBN 978-5-209-04547-2
- Высшая школа: опыт, проблемы, перспективы : материалы VII Международной научно-практической конференции, Москва, РУДН, 17-18 апреля 2014 г. / М-во образования и науки Российской Федерации, Российский ун-т дружбы народов,… Белорусский гос. ун-т [и др. ; ред. совет: В. В. Барабаш — пред., …Г. М. Аванесян (Армения) и др.]. — Москва : Российский ун-т дружбы народов, 2014. — 838 с.; 21 см; ISBN 978-5-209-05898-4
- Средства массовой коммуникации в многополярном мире: проблемы и перспективы : материалы V Всероссийской научно-практической конференции, Москва, 5 ноября 2014 г. / Федеральное гос. авт. образовательное учреждение высш. образования «Российский ун-т дружбы народов», Филологический фак., Каф. массовых коммуникаций; [под ред. В. В. Барабаша]. — Москва : Российский ун-т дружбы народов, 2014. — 329 с. : табл.; 21 см; ISBN 978-5-209-06272-1
- Высшая школа: опыт, проблемы, перспективы : материалы VIII Международной научно-практической конференции, Москва, РУДН, 15-17 апреля 2015 г., : в 2 ч. / М-во образования и науки Российской Федерации, Российский ун-т дружбы народов, Московский гос. ун-т им. М. В. Ломоносова, Белорусский гос. ун-т, Республиканский ин-т высш. шк. (Беларусь), Варминско-мазурский ун-т (Польша), Гданьский ун-т (Польша), Карлов ун-т (Прага, Чехия), Ереванский гос. ун-т (Армения), Гродненский гос. ун-т им. Я. Купалы, Междунар. акад. высш. шк., Междунар. акад. наук. педагогического образования; [ред. совет: В. В. Барабаш-пред., Г. М. Аванесян (Армения) и др.]. — Москва : Российский ун-т дружбы народов, 2015. — 21 см; ISBN 978-5-209-06452-7
- Средства массовой коммуникации в многополярном мире: проблемы и перспективы : материалы VI Всероссийской научно-практической конференции, Москва, 20-21 октября 2015 г. / Федеральное гос. авт. образовательное учреждение высш. образования «Российский ун-т дружбы народов», Филологический фак., Каф. массовых коммуникаций; [под ред. В. В. Барабаша]. — Москва : Российский ун-т дружбы народов, 2015. — 641 с.; 21 см; ISBN 978-5-209-06834-1 : 150 экз.
- Высшая школа: опыт, проблемы, перспективы : материалы IX Международной научно-практической конференции, Москва, РУДН, 21-22 апреля 2016 г. : в 2 ч. / М-во образования и науки Российской Федерации, Российский ун-т дружбы народов, Белорусский гос. ун-т [и др.]; [ред. совет: В. В. Барабаш — пред., Г. М. Аванесян (Армения) и др.]. — Москва : Российский ун-т дружбы народов, 2016. — 21 см; ISBN 978-5-209-07224-9
- Средства массовой коммуникации в многополярном мире: проблемы и перспективы : материалы VII Всероссийской научно-практической конференции, Москва, РУДН, 10 ноября 2016 г. / Федеральное государственное автономное образовательное учреждение высшего образования «Российский университет дружбы народов», Филологический факультет, Кафедра массовых коммуникаций; [сост.: Е. Ю. Бурдовская, Г. Н. Трофимова; под редакцией В. В. Барабаша]. — Москва : Российский ун-т дружбы народов, 2016. — 390 с.; 21 см; ISBN 978-5-209-07739-8 : 100 экз
- Высшая школа: опыт, проблемы, перспективы : материалы X Международной научно-практической конференции, Москва, РУДН, 20-21 апреля 2017 г. : в двух частях / Министерство образования и науки Российской Федерации, Российский университет дружбы народов, Белорусский государственный университет [и др.]; [редакционный совет: В. В. Барабаш (Россия) — председатель, Г. М. Аванесян (Армения) и др.]. — Москва : Российский ун-т дружбы народов, 2017. — 20 см; ISBN 978-5-209-07937-8 : 500 экз.
- Высшая школа: опыт, проблемы, перспективы : материалы XI Международной научно-практической конференции, Москва, РУДН, 29-30 марта 2018 г. : в двух частях / Министерство образования и науки Российской Федерации, Российский университет дружбы народов, Ереванский государственный университет (Армения) [и др. ; редакционный совет: В. В. Барабаш (Россия) — председатель, Г. М. Аванесян (Армения) и др.]. — Москва : РУДН, 2018. — 20 см; ISBN 978-5-209-08642-0
- Высшая школа: опыт, проблемы, перспективы : материалы XII Международной научно-практической конференции, Москва, РУДН, 28-29 марта 2019 г. : в двух частях / Министерство науки и высшего образования Российской Федерации, Российский университет дружбы народов [и др. ; редакционный совет: В. В. Барабаш — председатель и др.]. — Москва : Российский ун-т дружбы народов, 2019-. — 20 см; ISBN 978-5-209-09216-2
- Высшая школа: опыт, проблемы, перспективы : материалы XIII Международной научно-практической конференции, Москва, РУДН, 2-3 апреля 2020 г. / Министерство науки и высшего образования Российской Федерации, Российский университет дружбы народов, Белорусский государственный университет, Республиканский институт высшей школы (Минск, Беларусь) [и др.]; редакционный совет: В. В. Барабаш, Г. М. Аванесян [и др.]. — Москва : РУДН, 2020. — 634 с.; 20 см; ISBN 978-5-209-10315-8 : 300 экз.
- Средства массовой коммуникации в многополярном мире: проблемы и перспективы : материалы XI Всероссийской научно-практической конференции, Москва, РУДН, 12 ноября 2020 г. : [конференция Теории и технологии аргументации] / Федеральное государственное автономное образовательное учреждение высшего образования «Российский университет дружбы народов», Филологический факультет, Кафедра массовых коммуникаций; под редакцией В. В. Барабаша (отв. ред.). — Москва : Российский ун-т дружбы народов, 2020. — 587 с.; 21 см; ISBN 978-5-209-10657-9 : 100 экз.
- Высшая школа: опыт, проблемы, перспективы : материалы XIV международной научно-практической конференции, Москва, РУДН, 15-16 апреля 2021 г. / Министерство науки и высшего образования Российской Федерации, Российский университет дружбы народов [и др. ; редакционный совет: В. В. Барабаш (председатель) и др.]. — Москва : РУДН, 2021. — 451 с.; 20 см; ISBN 978-5-209-10727-9 : 300 экз.
- Высшая школа: опыт, проблемы, перспективы : материалы XV Международной научно-практической конференции, Москва, РУДН, 25 июня 2022 г. / Министерство науки и высшего образования Российской Федерации, Российский университет дружбы народов, Карлов университет (Прага, Чехия) [и др.]; редакционный совет: В. В. Барабаш (председатель), О. Л. Жук (Минск, Беларусь) [и др.]. — Москва : Российский ун-т дружбы народов, 2022. — 476 с. : табл.; 20 см; ISBN 978-5-209-11288-4 : 300 экз.
- Язык и речь в Интернете: личность, общество, коммуникация, культура : сборник статей VII Международной научно-практической конференции, Москва, 20 апреля 2023 г. : в двух томах / Федеральное государственное автономное образовательное учреждение высшего образования «Российский университет дружбы народов имени Патриса Лумумбы», Институт журналистики и коммуникации Чжэнчжоуского университета (КНР) [и др.]; редакционная коллегия: главный редактор — Г. Н. Трофимова, под общей редакцией В. В. Барабаша, Э. Г. Куликовой; составитель — А. В. Харченко. — Москва : РУДН, 2023-. — 21 см; ISBN 978-5-209-12161-9
- Высшая школа: опыт, проблемы, перспективы : материалы XVI международной научно-практической конференции, Москва, РУДН, 25 апреля 2023 г. / редакционный совет: В. В. Барабаш (председатель) [и др.]. — Москва : РУДН, 2023 (Москва). — 364 с.; 20 см; ISBN 978-5-209-11288-4 : 300 экз.

- Перспективы развития цифрового радиовещания / В. В. Барабаш //Журналистика в 1995 году. Тезисы научно-практической конференции. 4.2 -М., МГУ, 1996 г., 0,1 п.л.
- Реклама и маркетинг. Функции, цели, каналы распространения / В. В. Барабаш. М., ПАИМС. 1996. 5 п.л.
- Подготовка журналистов в Западной Европе: опыт прошлого, вопросы на будущее / В. В. Барабаш //Средства массовой информации в современном обществе: тенденции развития, подготовка кадров. Коллективная монография. Глава 10. — М., РУДН, 1996, 0,5 п.л.
- Современные тенденции радиоаудитории США / В. В. Барабаш // Вестник РУДН, 1996 г., № 1, 0,6 п.л.
- Информационные программы международных радиослужб в начале 90-х гг. / В. В. Барабаш //Современное состояние и перспективы развития журналистской науки, образования, практики. Тезисы и материалы Международной школы-семинара. //Ростов-на Дону, Издательство РГУ, 1996, 01 п.л.
- Российское иновещание как фактор развития межкультурной коммуникации / В. В. Барабаш //Проблемы межкультурной языковой коммуникации. Тезисы докладов и сообщений международной конференции. СПб, 1997 г. 0,1 п.л.
- Коммерческое радио в московском эфире / В. В. Барабаш // Женщины и общество: вопросы теории, методологии и социальных исследований / Тезисы международной конференции — Ижевск, 6-7 февраля 1997 г., 0,1 пл.
- К вопросу о типологии местных радиостанций в России / В. В. Барабаш // Пресса и общество. Материалы научно-практической конференции 11,12 мая 1999 г. Воронеж, 1999, 0,1 п.л.
- Некоммерческие образовательные радиостанции в системе образования США / В. В. Барабаш // Вузовские и студенческие средства массовой информации: возможности, задачи, перспективы. Материалы I Международной научно-практической конференции 19-20 октября 1999 г. 4.1 — М., РУДН, 0,2 п.л.
- Глобализация современных масс-медиа и российские СМИ / В. В. Барабаш // Журналистика-2000. Материалы Международной научно-практической конференции. Минск, 2000, 0,15 п.л.
- Коммерческое радио в московском эфире в 2000 году / В. В. Барабаш // Проблемы массовой коммуникации на рубеже тысячелетий. 15, 16 мая 2001 г. Материалы научно-практической конференции. Воронеж, 2001 г., 0.2 п.л.
- Студенческое университетское радио / В. В. Барабаш, М. Е. Кузнецова // Вузовские и студенческие средства массовой информации: возможности, задачи, перспективы. Материалы II Международной научно-практической конференции 16-17 апреля 2002 г. 4.1. — М., 2002 г., 0,1 п.л.
- Тенденции развития международного радиовещания / В. В. Барабаш // Материалы 10-й Международно^, (преференции,, «ррганизациоенр-ррдвовые, финансовые и научно-технические аспекты современного телерадиовещания», Софрино, 23—26 апреля 2002 г. — М., 2002 г., 0,15 п.л.
- Информационные форматы в системе,-коммерческого радиовещания США. / В. В. Барабаш // Материалы Всероссийской • научно-практической конференции исследователей журналистики, рекламы и, паблик рилейшнз «Проблемы массовой коммуникации на рубеже тысячелетий», Воронеж, 25-26 мая 2004 Коммуникация в современном мире, 0,1 п.л.
- Радиоландшафт современной России / Барабаш В. В. // Вестник РУДН. — 2003—2004. — № 7-8; Интеграционные процессы в радиобизнесе современной России //Материалы Всероссийской научно-практической конференции «Проблемы массовой коммуникации». Воронеж, 11-12 мая 2005 г. — С. 146—148
- Интеграционные процессы в радиобизнесс современной России / В. В. Барабаш // Материалы Всероссийской научно-практической конференции «Проблемы массовой коммуникации». Воронеж, 11-12 мая 2005 г. — С.146-148.
- Российское иновещание как канал межкультурной коммуникации / В. В. Барабаш // Материалы докладов и сообщений Международной конференции Степановские чтения «Язык в современном мире». — Москва, 1920 апреля 2005 г. — С. 248—252.
- Особенности языка радиопередач о культуре на государственном радио России И Российский экономический интернет-журнал / В. В. Барабаш // Интернет-журнал АТиСО / Акад, труда и социал, отношений Электрон, журн. М.: АТиСО, 2006, № гос. регистрации 0420600008.
- Современный образ России / Барабаш В. В., Барабаш О. Б. // Вестник Российского университета дружбы народов. Серия: Литературоведение, журналистика. Федеральное государственное автономное образовательное учреждение высшего образования Российский университет дружбы народов (РУДН). 2008. С. 93-98
- Опыт становления финской модели инновационного развития и возможности ее применения в России / Лазанюк И. В., Барабаш В. В. // Вестник Российского университета дружбы народов. Серия: Международные отношения. Федеральное государственное автономное образовательное учреждение высшего образования Российский университет дружбы народов (РУДН). 2011. С. 84-92
- Издательский и рекламный бизнес в США: период симбиоза и разделение / Барабаш В. В. // Интернет-журнал Науковедение. 2014. С. 66-66
- Мировой рынок онлайн-рекламы и отражение его тенденций в США / Барабаш В. В. // Вестник Российского университета дружбы народов. Серия: Экономика. Федеральное государственное автономное образовательное учреждение высшего образования Российский университет дружбы народов (РУДН). 2014. С. 99-109
- Ливийская революция в зеркале французских СМИ / Барабаш В. В., Дудина Г. С. // Гуманитарные, социально-экономические и общественные науки. Общество с ограниченной ответственностью Наука и образование. 2015. С. 1-7
- Историко-правовые основания информационной политики Союзного государства Россия—Белоруссия / Барабаш В. В., Попов С. Ю. // Гуманитарные, социально-экономические и общественные науки. Общество с ограниченной ответственностью Наука и образование. 2015. С. 1-12
- Журнал как особый вид СМИ — репродуктор и транслятор медиаобразов / Барабаш В. В., Сезонов Т. В. // Гуманитарные, социально-экономические и общественные науки. Общество с ограниченной ответственностью Наука и образование. 2015. С. 1-8
- Психологические методы и когнитивные схемы в современных информационных войнах / Барабаш В. В., Котеленец Е. А. // Вестник Российского университета дружбы народов. Серия: Литературоведение, журналистика. Федеральное государственное автономное образовательное учреждение высшего образования Российский университет дружбы народов (РУДН). 2015. С. 154—161
- Государственное телевидение в народной республике Бангладеш. История развития и современность / Барабаш В. В., Кхан Мд // Гуманитарные, социально-экономические и общественные науки. Общество с ограниченной ответственностью Наука и образование. 2015. С. 207—209
- Гендерность как фактор специфики «мужского» медиаобраза в глянцевом журнале / Барабаш В. В., Сезонов Т. В. // Гуманитарные, социально-экономические и общественные науки. Общество с ограниченной ответственностью Наука и образование. 2015. С. 1-9
- Особенности воздействия медиаобраза на аудиторию женских глянцевых журналов / Барабаш В. В., Сезонов Т. В. // Актуальные направления научных исследований: от теории к практике: Материалы V международной конференции. ЦНС «Интерактив плюс». 2015. С. 162—166
- Особенности воздействия медиаобраза на аудиторию женских глянцевых журналов / Барабаш В. В., Сезонов Т. В. // Гуманитарные, социально-экономические и общественные науки. Общество с ограниченной ответственностью Наука и образование. 2015. С. 1-9
- Предпосылки формирования перекресного имиджа России и Турции в медиапространстве / Хакан Айдоган, Барабаш В. В. // Исторические, философские, политические и юридические науки, культурология и искусствоведение. Вопросы теории и практики. Общество с ограниченной ответственностью Издательство Грамота. 2015. С. 192—194
- Проблемы формирования имиджа Вьетнама в российских СМИ в аспекте развития российско-вьетнамских отношений / Барабаш В. В., Нгуен С. Т. // Гуманитарные, социально-экономические и общественные науки. Общество с ограниченной ответственностью Наука и образование. 2015. С. 169—171
- Проблемы формирования имиджа Вьетнама в российских СМИ в аспекте развития российско-вьетнамских отношений / В. В. Барабаш, Суан Нгуен // Гуманитарные, социально-экономические и общественные науки.— 2015, № 10 — С. 395—397
- Журнал как особый вид СМИ, репродуктор и транслятор / Барабаш В. В., Сезонов Т. В. // Гуманитарные, социально-экономические и общественные науки. 2015. № 10. С. 165—168.
- Гендерность как фактор специфики «мужского» медиаобраза в глянцевом журнале / Барабаш В. В., Сезонов Т. В. // Гуманитарные, социально-экономические и общественные науки. 2015. № 9. С. 207—211.
- Гражданская журналистика «Вконтакте» в период терактов в 2010—2013 гг. Изменение контента / Бобрышова А. С., Барабаш В. В. // Медиачтения СКФУ: взгляд молодых исследователей сборник конкурсных материалов Всероссийского научного семинара. отв. ред. О. И. Лепилкина, А. М. Горбачев.. Северо-Кавказский федеральный университет. 2016. С. 130—132
- Информационные войны и медийное пространство: теоретические аспекты новейших изменений / Барабаш В. В., Котеленец Е. А. // Известия высших учебных заведений. Поволжский регион. Гуманитарные науки. 2016. С. 150—158
- Особенности современного языка СМИ России и Китая: коммуникативный аспект / Барабаш В. В., Шао Дэвань // Современная наука: актуальные проблемы теории и практики. Серия: Гуманитарные науки. Общество с ограниченной ответственностью Научные технологии. 2016. С. 77-79
- Психологические методы и когнитивные схемы в современных информационных войнах / Барабаш В. В., Котеленец Е. А. // Вестник Российского университета дружбы народов. Серия: Литературоведение. Журналистика. 2016. № 4. С. 154—161.
- Репрезентация отношений ЕС—Россия в области энергетики: освещение строительства газопровода «Северный поток» в немецких качественных СМИ / В. В. Барабаш, Г. С. Дудина // Историческая и социально-образовательная мысль. Toм 8 № 2/1, 2016 — С. 70—75
- Языковые сближения в современной журналистике России и Китая / Барабаш В. В., Шао Д. // Филологические науки. Вопросы теории и практики. 2017. № 68. С. 57-60.
- Дискурсные практики политико-административной медиакоммуникации в интернете / Барабаш В. В., Чекунова М. А. // Вестник Российского университета дружбы народов. Серия: Литературоведение. Журналистика. 2017. том 22, № 1. С. 130—140.
- К вопросу о нарративности политико-административного сетевого медиадискурса / Барабаш В. В., Чекунова М. А. // Известия высших учебных заведений. Поволжский регион. Естественные науки. 2017. № 1. С. 62-72.
- Особенности риторического портрета участников политико-административного сетевого медиадискурса / Барабаш В. В., Чекунова М. А. // Вопросы теории и практики журналистики. 2017. том 6, № 3. С. 366—378.
- К вопросу о возможности формирования медиадискурса России и Китая / Барабаш В. В., Шао Дэвань // Современная наука: актуальные проблемы теории и практики. Серия: Гуманитарные науки. Общество с ограниченной ответственностью Научные технологии. 2017. С. 104—106
- Культурные коннотации русского зоонима «волк» и его эквивалентов в английском, испанском и чеченском языках / Гишкаева Л. Н., Эбзеева Ю. Н., Дубинина Н. В., Барабаш В. В., Широбоков А. Н. // SIBIRSKII FILOLOGICHESKII ZHURNAL. RUSSIAN ACAD SCI, INST PHILOLOGY. 2017. С. 150—160
- Дискурсные практики политико-административной медиакоммуникации в Интернете / Барабаш В. В., Чекунова М. А. // Вестник Российского университета дружбы народов. Серия: Литературоведение, журналистика. Федеральное государственное автономное образовательное учреждение высшего образования Российский университет дружбы народов (РУДН). Том 22. 2017. С. 130—140
- Языковые сближения в современной журналистике России и Китая / Барабаш В. В., Шао Дэвань // Филологические науки. Вопросы теории и практики. Общество с ограниченной ответственностью Издательство Грамота. 2017. С. 57-60
- Журналистика в многополярном Мире На рубеже веков (обновление медиадискурса в виртуальной среде) / Барабаш В. В., Поплавская Н. В. // Средства массовой коммуникации в многополярном мире: проблемы и перспективы. Российский университет дружбы народов (РУДН). 2019. С. 9-16
- К вопросу о влиянии интернета на лингводискурсную парадигму современного медиатекста / Барабаш В. В., Хуссейн Р. М. // ФИЛОЛОГИЧЕСКИЕ НАУКИ. НАУЧНЫЕ ДОКЛАДЫ ВЫСШЕЙ ШКОЛЫ. ООО «Инновационный научно-образовательный и издательский центр „АЛМАВЕСТ“». 2019. С. 3-11
- Информационная война: к генезису термина / Барабаш В. В., Котеленец Е. А., Лаврентьева М. Ю. // Знак: проблемное поле медиаобразования. Общество с ограниченной ответственностью Центр интеллектуальных услуг Энциклопедия. 2019. С. 76-89
- Эстетико-культурный компонент современной российской журналистики: проявления в СМИ / Булгарова Б. А., Барабаш В. В., Абдус К. С. // Эстетико-коммуникативное пространство России и дискурс масс-медиа. Издательско-полиграфическая компания «Транзит-ИКС». 2020. С. 48-58
- Торговая коммуникация в Киргизской степи (первая половина XIX века): некоторые характерные особенности / Булгарова Б. А., Барабаш В. В., Музыкант В. Л., Касымалиева К. Э. // Bylye Gody. Sochi State University for Tourism and Recreation. 2020. С. 1093—1100
- Роль и место эмоджив информационном образе события / Барабаш В. В., Трофимова Г. Н. // Русский язык в современном научном и образовательном пространстве. Российский университет дружбы народов (РУДН). 2020. С. 44-46
- «Красный воробей»: образы Холодной войны в американском кинематографе / Барабаш В. В., Котеленец Е. А., Лаврентьева М. Ю., Ковригина М. С., Суржик Д. В. //Электронный научно-образовательный журнал «История», Том 11 Выпуск 12 (98). Часть I, 2020. 27 с.
- Опыт анализа региональных систем образования Российской империи (на материале статей Международного сетевого центра фундаментальных и прикладных исследований). Часть 1 / Барабаш В. В., Булгарова Б. А., Поплавская Н. В., Тёрёчик Л. Б. // Былые годы. Cherkas Global University. 2021. С. 726—737
- Опыт анализа региональных систем образования Российской империи (на материале статей Международного сетевого центра фундаментальных и прикладных исследований). Часть 2 / Барабаш В. В., Булгарова Б. А., Поплавская Н. В., Тёрёчик Л. Б. // Былые годы. Cherkas Global University. 2021. С. 1233—1245
- Contemporary transportation applications as new forms of social construction technology / Muqsith M .A., Burdovskaya E.Y., Palagina I.V., Barabash V.V., Volkova I.I., Leonidovich Muzykant V. // Proceedings of the 2021 5th World Conference on Smart Trends in Systems Security and Sustainability, World S4 2021. Institute of Electrical and Electronics Engineers Inc.. 2021. С. 6-11
- «Каждому поколению — свой Шерлок»: образ героя в экранизациях Произведений А. Конан Дойла о Шерлоке Холмсе. / Булгарова Б. А., Овчаренко А. Ю., Барабаш В. В., Воропаева Ю. А. // NAUKA TELEVIDENIYA-THE ART AND SCIENCE OF TELEVISION. GUMANITARNII INST TELEVIDENIYA & RADIOVESCHANIYA IMENI M A LITOVCHINA-GITR. Том 17. 2021. С. 171—213
- The expertise in analyzing the regional education systems of the Russian empire (based on the articles of the international network center for fundamental and applied research). Part 2 [Опыт анализа региональных систем образования Российской империи (на материале статей Международного сетевого центра фундаментальных и прикладных исследований). Часть 2] / Barabash V. V., Bulgarova B. A., Poplavskaya N. V., Terechik L. B. // Bylye Gody. Sochi State University for Tourism and Recreation. Том 16. 2021. С. 1233—1245
- Тема военной пропаганды в годы Первой мировой войны на страницах журнала «Propaganda in the World and Local Conflicts» / Булгарова Б. А., Барабаш В. В., Поплавская Н. В., Лаврентьева М. Ю. // Bylye Gody. Sochi State University for Tourism and Recreation. 2022. С. 209—214
- Проблемы модернизации журналистского образования в российских вузах / Барабаш В. В., Грабельников А. А., Гегелова Н. С., Осиповская Е. А., Реброва А. Д. // Российское телевидение : годы реформ. Российский университет дружбы народов (РУДН). 2022. С. 197—209
- Отражение Русско-турецкой войны 1877—1878 гг. на страницах «Иркутских епархиальных ведомостей» / Барабаш В. В., Грабельников А. А., Савастенко Р. А., Лаврентьева М. Ю. // Bylye Gody. Sochi State University for Tourism and Recreation. 2022. С. 1843—1849
- Практико-ориентированная подготовка журналистских кадров в высших учебных заведениях Росcии. / Грабельников А. А., Гегелова Н. С., Осиповская Е. А., Барабаш В. В. // Российское телевидение : годы реформ. Российский университет дружбы народов (РУДН). 2022. С. 186—196
- Цифровая эра: новые форматы взаимодействия журналистики и власти в современном медийном пространстве / Чекунова М. А., Барабаш В. В., Булгарова Б. А. // Современная наука: актуальные проблемы теории и практики. Серия: Гуманитарные науки. Общество с ограниченной ответственностью Научные технологии. 2023. С. 151—156
- Эмоциональная природа интонационного взаимодействия с аудиторией на радиовещании / Барабаш В. В., Десюк М. В. // Неофилология. Тамбовский государственный университет им. Г. Р. Державина. Том 9. 2023. С. 405—415
- Жанр как семиотическая структура: на материале русской казахстанской повести / Баянбаева А. А., Демченко А. С., Барабаш В. В. // Вестник Российского университета дружбы народов. Серия: Теория языка. Семиотика. Семантика. Федеральное государственное автономное образовательное учреждение высшего образования Российский университет дружбы народов (РУДН). Том 14. 2023. С. 910—930

- Correspondent’s job abroad : education and methodical complex / V. V. Barabash, Abdul Kabil Khan. — Moscow : Peoples' friendship univ. of Russia, 2015. — 46 с. : ил., табл.; 21 см; ISBN 978-5-209-07130-3 : 100 экз.
- New medial & E-journalism : higher education field: 031300 Journalism : specialization: Applied international journalism : graduate’s degree: Master of arts in journalism / Victor Barabash, Abdul Kabil Khan ; Peoples' friendship university of Russia, Faculty of philology, Department of mass communication. — Moscow : РУДН, 2016. — 24 с.; 21 см; ISBN 978-5-209-07738-1 : 100 экз.
- History issues of Russian 20th century : a study guide for students of the Faculty of philology in the major of «Journalism», «Television broadcasting» and «Advertising and public relations» at the Peoples' friendship university of Russia / Viktor Barabash, Gennady Bordyugov, Sergey Devyatov, Elena Kotelenets; translation editor M. Kupriyanova ; Association of researchers into the Russian society (AIRO-XXI) Peoples' friendship university of Russia (RUDN), Philological faculty. — Москва : АИРО-XXI, 2021. — 287 с. : ил., портр., факс.; 22 см; ISBN 978-5-91022-488-3 : 500 экз.

- New media in political communication: general approaches / Barabash V. V., Checunova М. А., Trofimova G. N., Lenko G. N. // SHS Web of Conferences, серия 2016 International Conference «Education Environment for the Information Age» (EEIA-2016). 2016. том 29. С. 1-4.
- Educational spaceand management asan object and mechanism for modernizing of the modern state / Barabash V., Ilyina N., Moskvicheva S., Nakisbaev D. // Man in India. Serials Publications. Том 97. 2017. С. 133—146
- Information Technologies Impact On The Mass Media Activity and Training of Journalists // Barabash V. V., Gegelova N. S., Grabelnikov A. A., Osipovskaya E. A. // INTERNATIONAL CONFERENCE ON EDUCATION AND EDUCATIONAL PSYCHOLOGY (8TH ICEEPSY). FUTURE ACAD. Том 28. 2017. С. 115—122
- Modern Journalist Education: Current Issues / Viktor V. Barabash, Roman A. Savastenko, Sergey N. Ilchenko, Lyudmila P. Shestyorkina // European Proceedings of Social and Behavioural Sciences. 2017. № 3. C. 123—130.
- Russian and japanese younger generations in search for a new media product / Zheltukhina M. R., Mouzykant V. L., Barabash V. V., Mori S., Ponomarenko E. B., Morozova E.V. // Man In India. 2017. том 97. № 3. С. 223—236.
- Cultural connotations of the Russian zoonym «wolf» and its equivalents in the English, Spanish and Chechen languages / Gishkaeva L. N., Ebzeeva J. N., Dubinina N. V., Barabash V. V., Shirobokov A. N. // SIBIRSKII FILOLOGICHESKII ZHURNAL. RUSSIAN ACAD SCI, INST PHILOLOGY. 2017. С. 151—160
- The specific of the interpretation of tragedy over sinay (October 31, 2015) as a focus of information attention of the «Vkontakte» social network / Barabash V. V., Bobryshova A. S., Lepilkina O. I., Karabulatova I. S. // Astra Salvensis. Transilvanian Association for the Literarure and Culture of Romanian People (ASTRA). Том 6. 2018. С. 289—310
- The conceptual sphere of fiction in the Russian and english world picture [La esfera conceptual de la ficción en el mundo Ruso e inglés.] / Vassilenko A. P., Karabulatova I. S., Vasilishina E. N., Tukaeva R. A., Barabash V. V. // Opcion. Universidad del Zulia. Том 34. 2018. С. 825—839
- The influence of technology on the formation of values, ideological and political values of youth: A cognitive dimension of the impact of anti-terrorist orientation sites [La influencia de la tecnología en la formación de valores, valores ideológicos y polí- ticos de la juventud: Una dimensión cognitiva del impacto de los sitios de orientación anti-terroristas] / Karabulatova I. S., Barabash V. V., Kotelenets E. A. // Opcion. Universidad del Zulia. Том 34. 2018. С. 810—824
- New media: Invective language transformation of global communication / Muzykant V. L., Ponomarenko E. B., Barabash V. V., Denisenko V. N., Shlykova O. V. // XLinguae. Slovenska Vzdelavacia Obstaravacia. Том 12. 2019. С. 80-90
- Cutting edge online presentation software in higher education / Barabash V., Osipovskaya E., Dmitrieva S., Budnik E. // ICERI2017 10th annual International Conference of Education, Research and Innovation. Seville, Spain, 16-18 November 2017. IATED-INT ASSOC TECHNOLOGY EDUCATION & DEVELOPMENT. 2019. С. 2812—2818
- Homo Ludens in modern postmodern discourse: new possibilities of manipulation of public consciousness / Karabulatova Irina, Vinogradova Natalia, Barabash Oksana, Kulikov Sergey, Barabash Viktor, Izbassarova Farida // Man-Power-Law-Governance: Interdisciplinary Approaches. Atlantis Press. 2019. С. 48-51
- Features of the state and imperious discourse inthe conditions of development of digital communications / Chekunova Marina, Barabash Viktor // Man-Power-Law-Governance: Interdisciplinary Approaches. Atlantis Press. 2019. С. 350—357
- Challenges for modernization of journalism education in russian universities / Barabash V. V., Grabelnikov A. A., Gegelova N. S., Osipovskaya E. A., Rebrova A. D. // The European Proceedings of Social & Behavioural Sciences EpSBS. Future Academy. 2019. С. 117—124
- Propaganda and Information Warfare in Contemporary World: Definition Problems, Instruments and Historical Context / Kotelenets Elena, Barabash Viktor // Man-Power-Law-Governance: Interdisciplinary Approaches. Atlantis Press. 2019. С. 368—371
- The definition case of information warfare term: waging wars or disseminating propaganda? / Barabash Viktor, Kotelenets Elena, Lavrentyeva Maria // Man-Power-Law-Governance: Interdisciplinary Approaches. Atlantis Press. 2019. С. 110—116
- Philosophical and conceptual presentation of the emotional cluster of sadness: Metaphorization of German artistic consciousness / Krasavsky N.A., Baranova K.M., Muzykant V.L., Barabash V.V., Burdovskaya E.Y. // XLinguae. Slovenska Vzdelavacia Obstaravacia. Том 13. 2020. С. 134—144
- Humilation in Media: Linguolegal Parameters / Brusenskaya L., Barabash V., Kulikova E., Usenko N. // MEDIAOBRAZOVANIE-MEDIA EDUCATION. UNESCO, MOSCOW OFFICE. 2021. С. 408—414
- New media: invective language transformation of global communication / Barabash V. V., Muzykant V., Ponomarenko Е. В., Denisenko V. N., Shlykova O. V. // XLinguae. 2019. № 12. pp. 80–90. DOI: 10.18355/XL.2019.12.01.06.
- «Every generation has its Sherlock»: the character’s image in the film adaptations of stories by a. conan doyle about Sherlock Holmes. / Bulgarova B.A., Ovcharenko A.Y., Barabash V. V., Voropaeva J.A. // Nauka Televideniya-the Art And Science Of Television. Gumanitarnii inst televideniya & radioveschaniya imeni Malitovchina-gitr. Том 17. 2021. С. 171—213
- The Language of Tolerance and the Problem of Non-Ecological Elements in Mass Media / Kulikova E., Barabash V. // Media Education. Cherkas Global University Press. 2022. С. 600—606
- Russian-speaking Media Space Anglicization in the Aspect of Linguoecology / Kulikova E., Barabash V., Tedeeva Z. // Media Education. Cherkas Global University Press. 2023. С. 61-70
- Conflictogenic Units in Modern Media Communication / Brusenskaya L., Belyaeva I., Barabash V. // Media Education. Cherkas Global University Press. 2022. С. 523—530